# Schuyler Enck
Schuyler Colfax „Sky“ Enck (* 25. Januar 1900 in Columbia, Pennsylvania; † 1. November 1970 in Harrisburg (Pennsylvania)) war ein US-amerikanischer Leichtathlet, der in den frühen 1920er Jahren als Mittelstreckenläufer erfolgreich war. Der 1,78 m große und 73 kg schwere Athlet startete für die Penn State Nittany Lions.

## Erfolge
- 1923:
  - Weltrekord über 4 × 880 yds in 7:48,8 min bei den Penn Relays
  - Gewinn der NCAA-Meisterschaft in Chicago über 1 Meile in 4:27,4 min
- 1924:
  - Bronze bei den Olympischen Spielen in Paris über 800 m in 1:53,0 min hinter dem Briten Douglas Lowe (Gold in 1:52,4 min) und dem Schweizer Paul Martin (Silber in 1:52,5 min).
  - Gewinn der IC4A-Meisterschaft in Cambridge über 1 Meile in 4:23,8 min

Seine Bestleistung über 800 m wird mit 1:52,5 min, gelaufen am 7. Juni 1924, angegeben.